# Alois Hellrigl
Alois Hellrigl von und zu Rechtenfeld (25. října 1802 – 8. nebo 9. května 1874 Merano) byl rakouský politik německé národnosti z Tyrolska (respektive z Jižního Tyrolska), během revolučního roku 1848 poslanec Říšského sněmu.

## Biografie
Pocházel z šlechtické rodiny. Roku 1849 se uvádí jako Alois von Hellrigl, adjunkt zemského soudu v Brixenu. Později byl okresním starostou.
Během revolučního roku 1848 se zapojil do veřejného dění. Ve volbách roku 1848 byl zvolen i na ústavodárný Říšský sněm. Zastupoval volební obvod Bruneck. Tehdy se uváděl coby adjunkt zemského soudu. Řadil se ke sněmovní levici.
Zemřel v květnu 1874 ve věku 72 let. Jeho synem byl politik Adalbert Hellrigl (1841–1913).